# 賀島政徳
賀島 政徳（かしま まさのり、宝暦12年（1762年） - 文化9年8月24日（1812年9月29日））は、徳島藩家老賀島家10代当主。
父は徳島藩家老賀島政孝。正室は長谷川貞幹の娘。子は賀島政延。幼名は長熊。通称は長門。

## 経歴
宝暦12年（1762年）、徳島藩家老賀島政孝の子として生まれる。天明3年（1783年）、藩主蜂須賀治昭に部屋住料2000石を賜り、宗門方御用を拝命する。寛政2年（1790年）、父の隠居により家督と知行1万石を相続する。仕置家老として治昭に仕えた。文化9年（1812年）8月24日死去。享年51。家督は嫡男の政延が相続した。